# Penisa parva
Penisa parva är en fjärilsart som beskrevs av Bethune-Baker 1906. Penisa parva ingår i släktet Penisa och familjen nattflyn. Inga underarter finns listade i Catalogue of Life.